# Кубок Грузії з футболу 2012—2013
Кубок Грузії з футболу 2012–2013 — (також відомий як Кубок Давида Кіпіані) 23-й розіграш кубкового футбольного турніру у Грузії. Титул здобуло Динамо (Тбілісі).

## Календар
| Раунд        | Дата                            | Матчі | Клуби   |
| ------------ | ------------------------------- | ----- | ------- |
| Перший раунд | 29-30 серпня/17-18 вересня 2012 | 24    | 28 → 16 |
| 1/8 фіналу   | 26 лютого/2 березня 2013        | 16    | 16 → 8  |
| 1/4 фіналу   | 13 березня/10 квітня 2013       | 8     | 8 → 4   |
| 1/2 фіналу   | 23 квітня/8 травня 2013         | 4     | 4 → 2   |
| Фінал        | 22 травня 2013                  | 1     | 2 → 1   |

## Перший раунд
| Команда 1                   | Заг.    | Команда 2               | 1-й матч | 2-й матч |
| --------------------------- | ------- | ----------------------- | -------- | -------- |
| 29 серпня / 17 вересня 2012 |         |                         |          |          |
| Гурія (2)                   | 4:0     | Шкурі (2)               | 2:0      | 2:0      |
| 29 серпня / 18 вересня 2012 |         |                         |          |          |
| Зугдіді                     | 7:3     | Імереті (2)             | 4:1      | 3:2      |
| Самгуралі (Цхалтубо) (2)    | 1:5     | Колхеті-1913            | 0:2      | 1:3      |
| Чхерімела (2)               | 4:5     | Динамо (Батумі)         | 4:2      | 0:3      |
| Ляхві (2)                   | 3:6     | Спартак-Цхінвалі        | 2:1      | 1:5      |
| Аеті (2)                    | 4:6     | Сіоні                   | 1:3      | 3:3      |
| Чихура                      | 4:0     | Колхеті (Хобі) (2)      | 2:0      | 2:0      |
| Самтредія (2)               | 2:0     | Мерані                  | 0:0      | 2:0      |
| Мерцхалі (2)                | 0:5     | Шукура (2)              | 0:3      | 0:2      |
| ВІТ Джорджія                | 2:2 (ч) | Локомотив (Тбілісі) (2) | 0:1      | 2:1      |
| Динамо (Тбілісі)            | 14:1    | СТУ (Тбілісі) (2)       | 8:0      | 6:1      |
| 30 серпня / 17 вересня 2012 |         |                         |          |          |
| Гагра (2)                   | 6:0     | Чиатура (2)             | 4:0      | 2:0      |

## 1/8 фіналу
| Команда 1                | Заг.            | Команда 2          | 1-й матч | 2-й матч |
| ------------------------ | --------------- | ------------------ | -------- | -------- |
| 26 лютого/2 березня 2013 |                 |                    |          |          |
| Діла                     | 9:0             | Самтредія (2)      | 6:0      | 3:0      |
| ВІТ Джорджія             | 2:2 дч пен. 0:3 | Спартак-Цхінвалі   | 1:1      | 1:1 дч   |
| Гурія (2)                | 3:3 (ч)         | Зестафоні          | 0:1      | 3:2      |
| Чихура                   | 11:0            | Шукура (2)         | 8:0      | 3:0      |
| Сіоні                    | 4:1             | Зугдіді            | 3:0      | 1:1      |
| Колхеті-1913             | 0:4             | Динамо (Тбілісі)   | 0:1      | 0:3      |
| Динамо (Батумі)          | 2:2 (ч)         | Металург (Руставі) | 2:1      | 0:1      |
| Торпедо (Кутаїсі)        | 3:0             | Гагра (2)          | 1:1      | 2:0      |

## 1/4 фіналу
| Команда 1                 | Заг.    | Команда 2        | 1-й матч | 2-й матч |
| ------------------------- | ------- | ---------------- | -------- | -------- |
| 13 березня/10 квітня 2013 |         |                  |          |          |
| Чихура                    | 5:1     | Діла             | 3:0      | 2:1      |
| Металург (Руставі)        | 2:1     | Спартак-Цхінвалі | 1:0      | 1:1      |
| Гурія (2)                 | 2:3     | Динамо (Тбілісі) | 0:0      | 2:3      |
| Торпедо (Кутаїсі)         | 3:3 (ч) | Сіоні            | 3:1      | 0:2      |

## 1/2 фіналу
| Команда 1               | Заг. | Команда 2        | 1-й матч | 2-й матч |
| ----------------------- | ---- | ---------------- | -------- | -------- |
| 23 квітня/8 травня 2013 |      |                  |          |          |
| Чихура                  | 2:1  | Сіоні            | 2:0      | 0:1      |
| Металург (Руставі)      | 2:6  | Динамо (Тбілісі) | 2:1      | 0:5      |

## Фінал
| 22 травня 2013 17:00 (UTC+4) |

| Динамо (Тбілісі)                        | 3:1      | Чихура       |
| --------------------------------------- | -------- | ------------ |
| Мерабішвілі 58' Хмаладзе 63' Дзарія 74' | Протокол | Саджая 90+4' |

| Стадіон імені Михайла Месхі, Тбілісі Глядачів: 3 000 Арбітр: Лаша Сілагава |